# Chapelle Saint-Roch de Mazée
La chapelle Saint-Roch est un petit édifice religieux catholique sis à Mazée (commune de Viroinval), en Belgique. Construite en 1742 la chapelle et ses abords sont classés (1983) au patrimoine immobilier de Wallonie.

## Histoire
Sise à la sortie de Mazée sur la route de Vaucelles, la chapelle Saint-Roch fut construite en 1742 par la dévotion populaire des habitants du village demandant la protection de saint Roch contre le fléau de la peste qui ravagea fréquemment la région aux XVe et XVIIe siècles. La pierre de faîte de l’arc plein cintre de la porte d’entrée en fait foi. Ces paroles y sont gravées : « Saint Roch, prie pour nous. Anno 1742 ». Lors de sa construction trois tilleuls furent plantés pour l’entourer. 
Classée au patrimoine immobilier de Wallonie en 1983, la chapelle fut récemment rénovée et ses alentours furent aménagés en espace public convivial.